# Westermoor
Westermoor è un comune tedesco del circondario di Steinburg, nella regione dello Schleswig-Holstein. Ha circa 386 abitanti.
Il 1º gennaio 2008 vi è stato aggregato il comune di Moordorf.